# DIN 5008
Die Norm DIN 5008 bietet Schreib- und Gestaltungsregeln für die Text- und Informationsverarbeitung. Sie gehört zu den grundlegenden Normen für Arbeiten im Büro- und Verwaltungsbereich. Die Norm wird heute vom nationalen DIN-Gremium Normenausschuss Informationstechnik und Anwendungen (NIA), Arbeitsausschuss NA 043-03-01 AA „Text- und Informationsverarbeitung für Büroanwendungen“, erarbeitet.

## Anwendungsbereich
Die Regelungen und Empfehlungen für die Textverarbeitung betreffen den typografisch korrekten Gebrauch von Satzzeichen, Schriftzeichen für Wörter, Rechenzeichen, Formeln und Zahlengliederungen sowie die Briefgestaltung, den Aufbau von Tabellen und die Gliederung von Texten. Damit wird eine Anleitung gegeben, Schriftstücke zweckmäßig und übersichtlich zu gestalten. Ausdrücklich regelt die Norm nicht Textinhalte und Rechtschreibung, auch wenn der Normtext zahlreiche Beispiele und Hinweise enthält.
Als Beispiel wird zur Anrede in Briefen geregelt:

„Die Anrede beginnt an der Fluchtlinie und wird durch eine Leerzeile vom folgenden Text getrennt.“

Zum Textinhalt einer solchen Anrede folgen auf den Regelungstext Beispiele wie:
- Guten Tag, geschätzte Damen und Herren,
- Sehr geehrter Regierender Bürgermeister,
sehr geehrte Bezirksbürgermeister*innen,

und es wird auch auf Beispiele im Anhang verwiesen, wo komplette Briefgestaltungen abgebildet sind. Der Regelungstext ist auch durch Hinweise ergänzt wie 

„Bei Schreiben an hochgestellte Persönlichkeiten empfiehlt es sich dringend, sich über die korrekte Adressierung und Anrede dieser Personen […] zu informieren.“

 Damit ist klar ausgedrückt, dass die Beispiele nicht erschöpfend sind und somit der Anrede-Textinhalt hier nicht geregelt ist.

## Entstehung und Entwicklung der DIN 5008
1928 brachte das Reichskuratorium für Wirtschaftlichkeit (RKW) die von der Arbeitsgemeinschaft für wirtschaftliche Verwaltung (AWV) erarbeiteten „Richtlinien für die Behandlung der Geschäftspost“ heraus, denen 1930 das AWV-Merkblatt 1 „Der Geschäftsbrief“ und das AWV-Merkblatt 2 „Regeln für Maschinenschreiben“ folgten. Merkblatt 2 erschien bis 1945 in 17 Auflagen. Im April 1949 übernahm der Fachnormenausschuss Bürowesen im Deutschen Normenausschuss (heute Deutsches Institut für Normung) die AWV-Regeln als DIN 5008.
Auf die Erstausgabe der DIN 5008 vom April 1949 folgten Aktualisierungen im Juni 1951, November 1963, November 1975, November 1986, Mai 1996, November 2001, Mai 2005, April 2011 und März 2020, die auf 126 Seiten Umfang angewachsen ist. Seit der Ausgabe von 2011 ist der Inhalt der zurückgezogenen DIN 676 integriert.
Bis 1996 berücksichtigte die DIN 5008 ausnahmslos das Schreiben mit der Schreibmaschine; seit der Neufassung von 1996 sind auch die Gestaltungsmöglichkeiten mit PC-Textverarbeitungsprogrammen Gegenstand der Norm. Die Fassung von 2020 erwähnt die Schreibmaschine überhaupt nicht mehr.

### Änderungen 1996
Unter anderem sollte für die numerische Schreibweise des Datums nur noch das internationale Datumsformat gemäß ISO 8601 zulässig sein (JJJJ-MM-TT).

### Änderungen 2001
- Eine der Änderungen war, dass bei einer Auslandspostanschrift das Bestimmungsland in Großbuchstaben und deutscher Sprache unter Postleitzahl und Bestimmungsort geschrieben werden soll.[7] Vorher sollte der Landescode vor die Postleitzahl gesetzt werden, sofern dies zwischen Deutscher Bundespost bzw. Deutscher Post AG und der Postbehörde des Empfängerlandes vereinbart war.
- Das in Deutschland übliche numerische Datumsformat (TT.MM.JJJJ) wurde wieder zugelassen, wenn keine Missverständnisse zu erwarten sind.
- Wegfall der Leerzeile vor der Ortsangabe im Anschriftenfeld.[8]

### Änderungen 2011
In dieser Ausgabe ist die überarbeitete DIN 676:1995 als Abschnitt 16 eingearbeitet; Endlosformate und Kurzleitwörter in der Bezugszeichenzeile aus DIN 676 wurden nicht mehr berücksichtigt. Ergänzend dazu wurde der Abschnitt 17 „Beschriftung von Briefblättern“ angepasst. Weiterhin hinzugekommen sind Abschnitt 13 „Diagramme und Abbildungen“ und Abschnitt 15 „Längere Texte“. Die Gliederung wurde aktualisiert, die aktuellen amtlichen Rechtschreibregeln wurden eingearbeitet und die Anwendungsbeispiele im Anhang überarbeitet. Anhang G „Erläuterungen“ ist gestrichen; die Erläuterungen sind als Anmerkungen im jeweiligen Abschnitt enthalten.
Des Weiteren kann die Höhe des Anschriftfeldes von 40 auf 45 mm vergrößert und die Postanschrift des Absenders (sogenannte Rücksendeangabe) in kleiner Schrift (8 Punkt) in die Zusatz- und Vermerkzone (siehe dazu weiter unten) einbezogen werden. Ferner wurden Normbezeichnungen für die vorher in DIN 676 definierten Vorlagen eingeführt.
Die letzten 25 Seiten der Norm mit den Anhängen A bis F stellen nur informativen, keinen normativen Inhalt dar.

### Änderungen 2020
In dieser grundlegend überarbeiteten und erheblich erweiterten Ausgabe werden Unterstreichen als zulässige Auszeichnungsmethode sowie bestimmte Adressfeldzeilen entfernt, die Schreibweise von Zahlen (z. B. Gliederung von IBAN, Datum, Zeit) neu geregelt, Tabellen und Elektronischer Schriftverkehr (vormals nur E-Mail) genauer beschrieben, viele Beispiele ergänzt und eigene Abschnitte für Schreiben zu besonderen Anlässen, Präsentationen, Protokolle und Dateiablage, Unterabschnitte für das geschützte Leerzeichen, das Durchmessersymbol und Überschriften sowie Anhänge zu Tastatur und Kodierung hinzugefügt.
Eine im Juli 2020 herausgegebene Berichtigung betrifft lediglich die „Angaben für Zeilenpositionen von der oberen Blattkante“ für die im Abschnitt 19 „Aufbau und Gestaltung von Briefvordrucken und -vorlagen“ definierten Geschäftsbrief-Formvorlagen.

## Beispiele für Regelungen

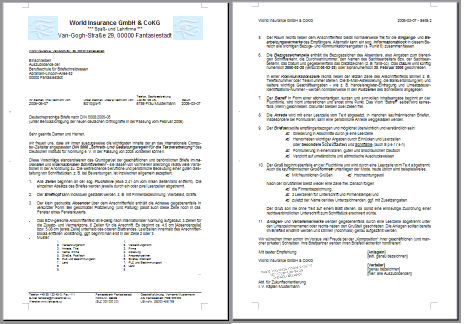
Optischer Eindruck eines DIN-gemäßen Formbriefes

Vermaßung des Geschäftsbriefes Form A

Vermaßung des Geschäftsbriefes Form B

DIN 5008 regelt unter anderem Folgendes (die genannten Regelungen und Abschnittsnummern beziehen sich auf die Ausgabe 2011):

### Abkürzungen (Abschnitt 4.5)
In Abkürzungen aus mehreren Buchstaben, die jeweils einen Punkt haben und für ein Wort stehen, ist zwischen den abgekürzten Wörtern jeweils ein Leerzeichen zu setzen: a. a. O., d. h., v. l. n. r., z. B. usw. Um einen unerwünschten Zeilenumbruch innerhalb der Abkürzung zu vermeiden, sollte ein geschütztes Leerzeichen verwendet werden.
Abkürzungen, die wie selbstständige Wörter oder buchstäblich gesprochen werden, sind ohne Punkt und in sich ohne Leerzeichen zu schreiben. Beispiele: UNICEF, Kfz.

### Schriftzeichen für Wörter und Rechenzeichen (Abschnitte 7 und 8)
Nach Abschnitt 7 sind Schriftzeichen für Wörter sowie Rechenzeichen (Abschnitt 8) grundsätzlich wie ausgeschriebene Wörter mit Leerzeichen davor und danach zu schreiben. Davon abweichend wird vor und nach einem Schrägstrich kein Leerzeichen geschrieben. Werden mit dem Schrägstrich jedoch Wortgruppen zusammengefasst, dürfen Leerzeichen gesetzt werden. Zum Et-Zeichen & heißt es ergänzend, dass es nur bei Firmennamen verwendet werden darf.

### Hervorhebungen (Abschnitt 11)
Die Norm nennt beispielhaft folgende Arten der Hervorhebung: Einrücken, Unterstreichen, Zentrieren, Anführungszeichen, Wechsel der Schriftart, Wechsel der Schriftgröße, Fettschrift, Kursivschrift, Großbuchstaben und Farben. Unterstreichungen sollen – außer bei der automatisch vorgenommenen Andeutung von Hyperlinks – zugunsten eines geänderten Schriftschnitts vermieden werden, weil Unterlängen (wie bei g und p) nicht gestreift oder geschnitten werden sollten.

### Briefvordrucke und Briefvorlagen (Abschnitt 16)
Die Regeln für den Briefvordruck bzw. die Briefvorlage sind auf das Papierformat A4 (210 mm × 297 mm) abgestimmt. Unterschieden werden die Form A mit hochgestelltem Anschriftfeld (32 mm unter der oberen Blattkante) und Form B mit tiefgestelltem Anschriftfeld (50 mm unter der oberen Blattkante). Über diese grundsätzlichen Angaben hinaus nennt und zeigt die Norm Größe und Positionen für Vordruckteile wie Briefkopf, Anschriftfeld, Faltmarken usw.

### Briefgestaltung (Abschnitt 17)
1. Zeilen beginnen an der Fluchtlinie, 2,5 cm vom linken Blattrand entfernt. Die einzelnen Absätze des Briefes werden jeweils durch eine Leerzeile voneinander getrennt.
2. Der klein gedruckte Absender über dem Anschriftenfeld („Rücksendeangabe“) enthält die Adresse gegebenenfalls in verkürzter Form. Bei normgerechter Platzierung und entsprechender Faltung des Briefblattes passt auch diese Zeile in das Fenster einer Fensterbriefhülle.
3. Das EDV-gerechte Anschriftenfeld ist 9-zeilig nach internationaler Normung aufgebaut: 3 Zeilen für die Zusatz- und Vermerkzone (ZVZ), 6 Zeilen für die Anschriftzone (AZ). Die obere Zeile bzw. Zeile 3 (in der Vermerkzone wird von unten nach oben gezählt) steht bei einem Briefkopf nach Form A ca. 3,4 cm unterhalb des oberen Blattrandes. Leerzeilen innerhalb der Anschrift sind nicht vorgesehen. Alle Zusätze stehen unmittelbar über der Empfängeradresse, die grundsätzlich in der 4. Zeile beginnt. Bei Auslandsanschriften werden Bestimmungsort und -land in GROSSBUCHSTABEN geschrieben, wobei der Ort in der Sprache des Bestimmungslandes angegeben sein sollte (also BRUXELLES statt Brüssel, FIRENZE statt Florenz), das Bestimmungsland hingegen in deutscher Sprache. Soll zusätzlich zum Bestimmungsort ein Ortsteil angegeben werden, wird dieser über der Straße eingeschoben (siehe auch Infobroschüre der Post vom 1. Juli 2006).
  - 3. ZVZ – z. B. elektronische Freimachungsvermerke
  - 2. ZVZ – z. B. Vorausverfügung Nicht nachsenden!
  - 1. ZVZ – z. B. Einschreiben / Recommandé
  - 1. AZ – Firma (= Name des Unternehmens)
  - 2. AZ – Anrede, ggf. Berufs- oder Amtsbezeichnungen
  - 3. AZ – ggf. akademische Grade (z. B. Dr., Dipl.-Ing., Dipl.-Hdl.), Name
  - 4. AZ – Straße/Hausnummer (ggf. // App.-Nr.) oder Postfach
  - 5. AZ – Postleitzahl und Bestimmungsort
  - 6. AZ – (LAND)
4. Die Bezugszeichenzeile enthält die Bezugszeichen des Absenders, also Angaben zum bisherigen Schriftverkehr, die Durchwahlnummer, den Namen der Sachbearbeiterin oder des Sachbearbeiters, das Datum und gegebenenfalls Diktatzeichen (z. B. fan8-cc). Das Datum wird numerisch 2006-06-07 (JJJJ-MM-TT) oder alphanumerisch 7. Juni 2006 geschrieben (Datumsformat nach ISO 8601). Die Angaben werden unter die vorgedruckten Leitwörter geschrieben. – Alternativ zur Bezugszeichenzeile steht vielfach rechts neben dem Anschriftfeld ein Informationsblock.
5. In einer Kommunikationszeile rechts neben der letzten Zeile des Anschriftfelds können z. B. Telefonnummer und/oder Faxnummer stehen. Die E-Mail-Adressierung, die Bankverbindung(en) mit Bankleitzahl und IBAN und weitere wichtige Geschäftsangaben – wie Handelsregistereintragung und Umsatzsteuer-Identifikationsnummer – werden normalerweise in der Fußzeile des Schreibens angegeben.
6. Der Betreff in Form einer stichwortartigen Inhaltsangabe beginnt an der Fluchtlinie, wird nicht unterstrichen und endet ohne Punkt. Er kann durch Fettschrift und/oder Farbe hervorgehoben werden. Das Wort Betreff selbst wird nicht mehr geschrieben. Unter dem Betreff bleiben zwei Zeilen frei.
7. Die Anrede ist mit einer Leerzeile vom folgenden Text abzusetzen.
8. Der Text wird mit Zeilenabstand 1 (einzeilig) geschrieben und durch Leerzeilen gegliedert.
9. Der Gruß beginnt an der Fluchtlinie und wird durch eine Leerzeile vom Text abgetrennt.
10. Nach der Grußformel folgt mit einer Leerzeile Abstand die Bezeichnung des Unternehmens bzw. der Behörde.
11. Der Abstand für die maschinenschriftliche Unterzeichnerangabe(n) richtet sich in der Praxis nach der Notwendigkeit. Die Muster der DIN 5008 zeigen einen Abstand von drei Leerzeilen.
12. Anlagen- und Verteilvermerk werden durch eine Leerzeile abgetrennt unter den Unterzeichnernamen oder mit einer Leerzeile Abstand vom Text rechts (bei 125 mm von der linken Blattkante) neben den Grußteil geschrieben.

### Schreibweise des Datums
Seit 1996 sollte das aus ISO 8601 abgeleitete Format (YYYY-MM-DD, z. B. 2025-03-22) die einzig korrekte numerische Datumsschreibweise im Deutschen sein. Durch vorherige Schreibgewohnheiten wurde diese Festlegung weitgehend ignoriert, sodass in der Ausgabe von 2001 der DIN 5008 eine Anmerkung eingefügt wurde, wonach das zuvor gewohnte Format (TT.MM.JJJJ, z. B. 07.04.2021) wieder zulässig sein sollte, „sofern keine Missverständnisse entstehen“. Die 2020 erschienene Fassung der Norm lässt dieses Format nur bei Schreiben an inländische Empfänger zu.